# Vesslarpssjön
Vesslarpssjön är en sjö i Osby kommun och Östra Göinge kommun i Skåne och ingår i Helge ås huvudavrinningsområde. Sjön är 10 meter djup, har en yta på 0,796 kvadratkilometer och befinner sig 96,9 meter över havet. Sjön avvattnas av vattendraget Grydå. Vid provfiske har bland annat abborre, braxen, gers och gädda fångats i sjön.

## Delavrinningsområde
Vesslarpssjön ingår i det delavrinningsområde (624623-140312) som SMHI kallar för Mynnar i Bivarödsån. Medelhöjden är 108 meter över havet och ytan är 18,12 kvadratkilometer. Det finns inga avrinningsområden uppströms utan avrinningsområdet är högsta punkten. Grydå som avvattnar avrinningsområdet har biflödesordning 3, vilket innebär att vattnet flödar genom totalt 3 vattendrag innan det når havet efter 65 kilometer. Avrinningsområdet består mestadels av skog (82 %). Avrinningsområdet har 2,2 kvadratkilometer vattenytor vilket ger det en sjöprocent på 12,1 %.

## Fisk
Vid provfiske har följande fisk fångats i sjön:
- Abborre
- Braxen
- Gärs
- Gädda
- Mört
- Sarv
- Sutare
- Ål